# Mycelium
Mycelium (af græsk mykes = svamp) er den underjordiske del af en svamp el. svampelegeme.
Mycelium består af et sammenhængende trådformet netværk af cellestrukturer, der betegnes hyfer. Dette trådformede hyfesystem udvikler sig som et underjordisk netværk, der kan opnå et ganske omfattende omfang.
Strukturen udvikler ofte ringformede strukturer, der betegnes som hekseringe.
| Svampe | Spire Denne artikel om svampe er en spire som bør udbygges. Du er velkommen til at hjælpe Wikipedia ved at udvide den. |